# IBMX
IBMX（化学名：1-甲基-3-异丁基黄嘌呤）是一种含氮有机化合物，化学式C10H14N4O2，与其它黄嘌呤衍生物类似，可作为磷酸二酯酶抑制剂。